# Muralla d'Offa

Dibuix esquemàtic de secció vertical.

El mur d'Offa (en anglès: Offa's Dyke, en gal·lès: Clawdd Offa) és una antiga construcció defensiva de l'illa de la Gran Bretanya que forma una línia d'uns 240 km consistent en un fossat seguit d'un mur de terra en el costat oriental. Té 20 metres d'amplada. Entre la part baixa del fossat i la part superior hi ha un desnivell de 2,4 metres. Té seccions no construïdes, travessades per pujols, rius i valls.
Servia per a per marcar la frontera entre el regne de Mèrcia amb els de Gal·les i Cornualla, motiu pel qual els historiadors van atribuir la construcció al rei Offa (mort l'any 796), però els estudis arqueològics recents contradiuen això, ja que s'ha demostrat que existia anteriorment a aquest rei. Alguns autors creuen que podria tractar-se d'una obra feta en època romana o immediatament després que marxessin, feta per les primeres tribus celtes que van poblar aquest territori o els seus descendents, igual com altres del mateix estil que s'han trobat al país, per exemple Bokerley Dyke.

## Els historiadors

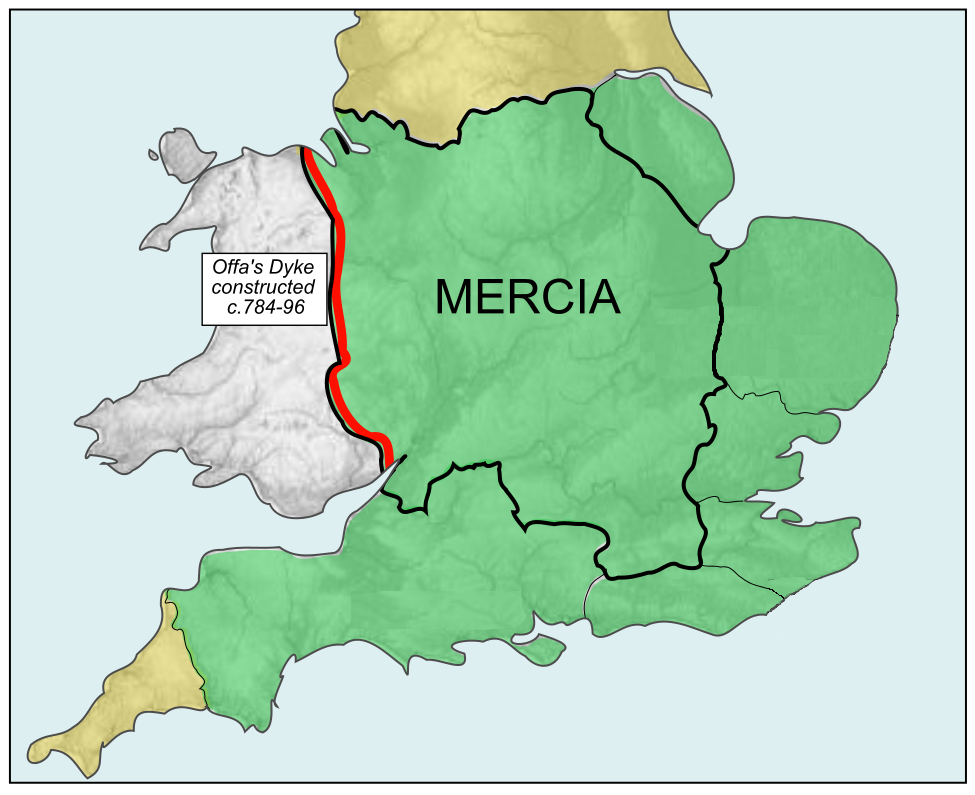
La línia roja representa l'extensió del mur.

La teoria generalment acceptada pels historiadors era que ell rei Offa en va promoure la construcció que es va realitzar entre els anys 757 i 796. Aquesta estructura no semblava una frontera acordada mútuament entre els anglosaxons i els gal·lesos i còrnics del regne de Powys. Tenia un fossat per la banda oest (Powys) i la terra que se n'havia extret per fer-lo estava apilada formant un mur en la banda est (Mèrcia). Això feia pensar que els anglosaxons l'havien construït com a recurs defensiu, per evitar ser envaïts des de l'altre costat.
Al llarg de tot el mur es pot veure clarament el territori de Gal·les. Quan la construcció es troba amb pujols o algun obstacle natural, els voreja per l'oest.
Encara que els historiadors descrivien el regnat d'Offa amb limitades fonts documentals, era considerat com un dels grans governants anglosaxons degut a l'enginy que va tenir en fer construir aquest mur i per la capacitat d'aplegar suficient mà d'obra per a fer-lo. Per realitzar-lo probablement es va fer servir un sistema de treball en corvée que requeriria la contribució dels vassalls fent una determinada secció a més de les seves feines habituals. Un document antic, anomenat Tribal Hidage, mostra la distribució de les terres al segle viii a la Gran Bretanya i es veu que cada família tenia assignada una determinada terra per treballar-la, i això es tenia en compte per qüestions administratives.
Els primers historiadors moderns, després d'estudiar aquest mur, comparaven les seves conclusions amb un text de John Asser, un cronista del segle ix que va escriure: «Hi va haver a Mèrcia, en temps bastant recent, un cert rei vigorós anomenat Offa, que va terroritzar tots els reis veïns i les províncies del seu voltant, i que va fer un gran fossat entre Gal·les i Mèrcia, de mar a mar.» El 1955 sir Cyril Fox va publicar el primer estudi important sobre el mur. Donava per cert el que afirmava Asser quan deia que l'obra anava «de mar a mar» i va interpretar que començava al riu Dee, en el seu estuari a la mar d'Irlanda, fins al riu Wye més al sud: aproximadament 240 km. Atès que Fox va observar que el mur no era una estructura lineal totalment contínua, ho va justificar dient que no s'havia fet mur en els llocs on la natura ja era una barrera prou infranquejable.
Sir Frank Stenton, l'historiador especialitzat en l'Anglaterra anglosaxona més eminent del segle xx, va donar les conclusions de Fox per bones, fins i tot va escriure la introducció del llibre d'aquest. L'estudi de Fox ha estat contradit en alguns aspectes, però encara és una base fonamental per obtenir informació sobre alguns trams del mur que encara existien entre el 1926 i el 1928, concretament en els tres punts on va establir camps d'estudi que, per desgràcia, van quedar destruïts.

## Darreres investigacions

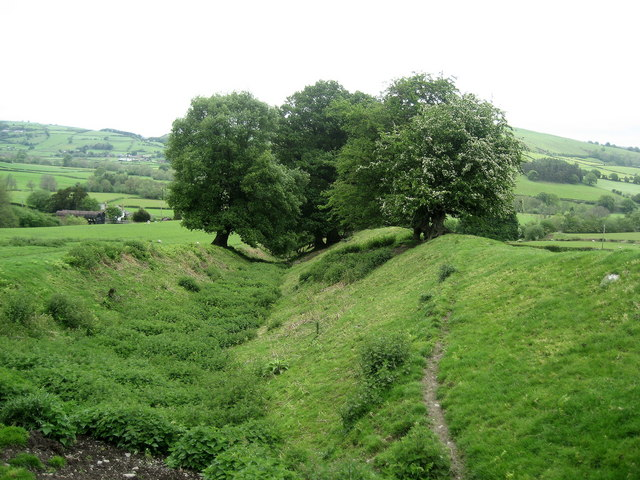
Tram del fossat a Presteigne, Powys.

El 1978, Frank Noble va posar a prova algunes conclusions de Fox i va despertar un nou interès acadèmic sobre el mur. La seva tesi doctoral, titulada Offa's Dyke Reviewed («Revisió del mur d'Offa») (1978) plantejava alguns interrogants sobre l'acceptada historiografia. Noble postulava que les seccions no construïdes no eren degudes a la incorporació d'elements naturals infranquejables sinó que eren trossos de «muralla cavalcada», col·locada per damunt del terreny en comptes de l'habitual fossat, potser construïda en forma de palissada que no ha deixat restes arqueològiques. Frank Noble crear l'organització, Offa's Dyke Association, que manté una sendera a prop del mur i que evita que els visitants facin malbé l'original. Aquest camí ha estat nomenat sendera nacional protegida (National Trail).
John Davies va escriure sobre l'estudi de Fox: «En la planificació de la construcció del mur hi devia haver un cert grau de consulta amb els reis de Powys i Gwent. A Long Mountain, a prop de Trelystan, el fossat gira vers l'est i deixa els vessants fèrtils en mans de Gal·les; a prop de Rhiwbon, el disseny es va fer per assegurar que Cadell ap Brochwel conservés la possessió de la fortalesa de Penygadden.» I, pel que fa a Gwent, Offa va fer construir el mur «per la carena oriental de la gorja, amb la clara intenció de reconèixer que el riu Wye i el trànsit que hi passava com a pertanyents al regne de Gwent».
La Universitat de Manchester ha realitzat estudis arqueològics durant anys sobre el mur d'Offa. David Hill, en una entrevista per a la televisió que es va emetre en l'episodi 1 de la sèrie In Search of the Dark Ages, emesa el 1979, donava suport a les idees de Frank Noble. Més recentment, Hill i Margaret Worthington van emprendre una considerable investigació sobre el fossat. El seu treball, encara que incomplet, ha demostrat que no hi ha proves que indiquin que el mur anés de mar a mar. Per contra, afirmen que es tractava d'una estructura més curta que començava a Rushock Hill, al nord de la plana de Herefordshire (Anglaterra), i acabava a Lladrunyant, a prop de Mold, al comtat de Flintshire (Gal·les), en total uns 103 km. Segons aquests dos acadèmics, els trams nord i sud podrien tenir diferents dates de construcció i, encara que formin part del mur d'Offa, no hi ha cap prova que demostri que formessin tot un cos. Tanmateix, aquesta teoria no té una acceptació plena.

## Proves contradictòries
L'historiador romà Eutropi, en la seva obra Historiae Romanae Breviarium, escrita vers l'any 369, esmenta la muralla de Severus, una estructura manada fer per l'emperador Septimi Sever (193-211):
«La guerra més recent va ser a Britànnia, i per mantenir segures les províncies conquerides va fer construir un mur de 133 milles de mar a mar. Va morir a Eboracum en la seva vellesa, als seixanta-tres anys del seu regnat.»
Generalment s'havia pensat que aquest text era un error i que en realitat es referia al mur d'Adrià, de 73 milles de llargada (117 km), o al mur d'Antoní, de 37 milles (60 km), que es van fer al segle ii. Recentment, alguns escriptors han suggerit que Eutropi podia referir-se a l'obra que després seria coneguda amb el nom de mur d'Offa. Molts arqueòlegs rebutgen aquesta teoria.
S'han trobat evidències que desafien la datació tradicional d'aquest mur. El desembre del 1999, uns arqueòlegs contractats pel Consell del Comtat de Shropshire van destapar les restes d'una llar de foc que estava sota un mur semblant anomenat Wat's Dyke, situat al municipi d'Oswestry (Anglaterra). La datació amb radiocarboni del carbó cremat i de l'argila del costat mostra que va estar cobert de terra des del 446 dC aproximadament. Els arqueòlegs van concloure que aquesta part del Wat's Dyke, que durant tant de temps s'havia atribuït als anglosaxons i als contemporanis del rei Offa al segle viii, era una construcció feta 300 anys abans, en el període immediatament posterior a l'ocupació romana.
El 2014, unes excavacions patrocinades pel Clwyd–Powys Archaeological Trust es van centrar en nou mostres del mur d'Offa, d'una zona a prop de Chirk. La datació amb radiocarboni de la capa superficial el va situar entre els anys 541 i 651, mentre que els estrats inferiors al voltant de l'any 430. Aquestes dades fan pensar que el mur va ser un projecte a llarg termini del qual se'n van fer càrrec diversos reis de Mèrcia.

## Separació de cultures
El mur va ser el símbol de la separació no tan sols territorial sinó també cultural entre Anglaterra i Gal·les, un símbol de diferenciació semblant al que va representar el mur d'Adrià entre Anglaterra i Escòcia. Antigament era costum entre els anglesos tallar les orelles als gal·lesos que traspassessin el mur cap al seu bàndol i els gal·lesos penjaven els anglesos que trobaven a la seva banda.

## Consideració actual
La frontera actual entre Anglaterra i Gal·les està a unes poques milles del mur d'Offa. Una secció de 4,8 km que és de cara a les ruïnes de l'abadia de Tintern, està protegit com a monument patrimonial. Conté un piló de granit anomenat El púlpit del dimoni.
Totes les seccions que han sobreviscut com a obra de terra afegida o com a fossat excavat tenen la designació de monument patrimonial, però no les parts que no són visibles perquè han estat tapades amb obres posteriors. Algunes parts tenen, a més, la designació de llocs d'especial interès científic, entre les quals hi ha franges pertanyents a la vall del baix Wye, i a la reserva de Highbury Wood. Hi ha parts incloses en les àrees amb denominació de destacada bellesa natural (AONB) de la vall del Wye i dels turons de Shropshire. La major part de la línia que marca el mur està declarada via pública.
El 2010, una associació i les autoritats locals van presentar la proposta per a ser declarat patrimoni de la humanitat, però va ser rebutjada l'any següent.

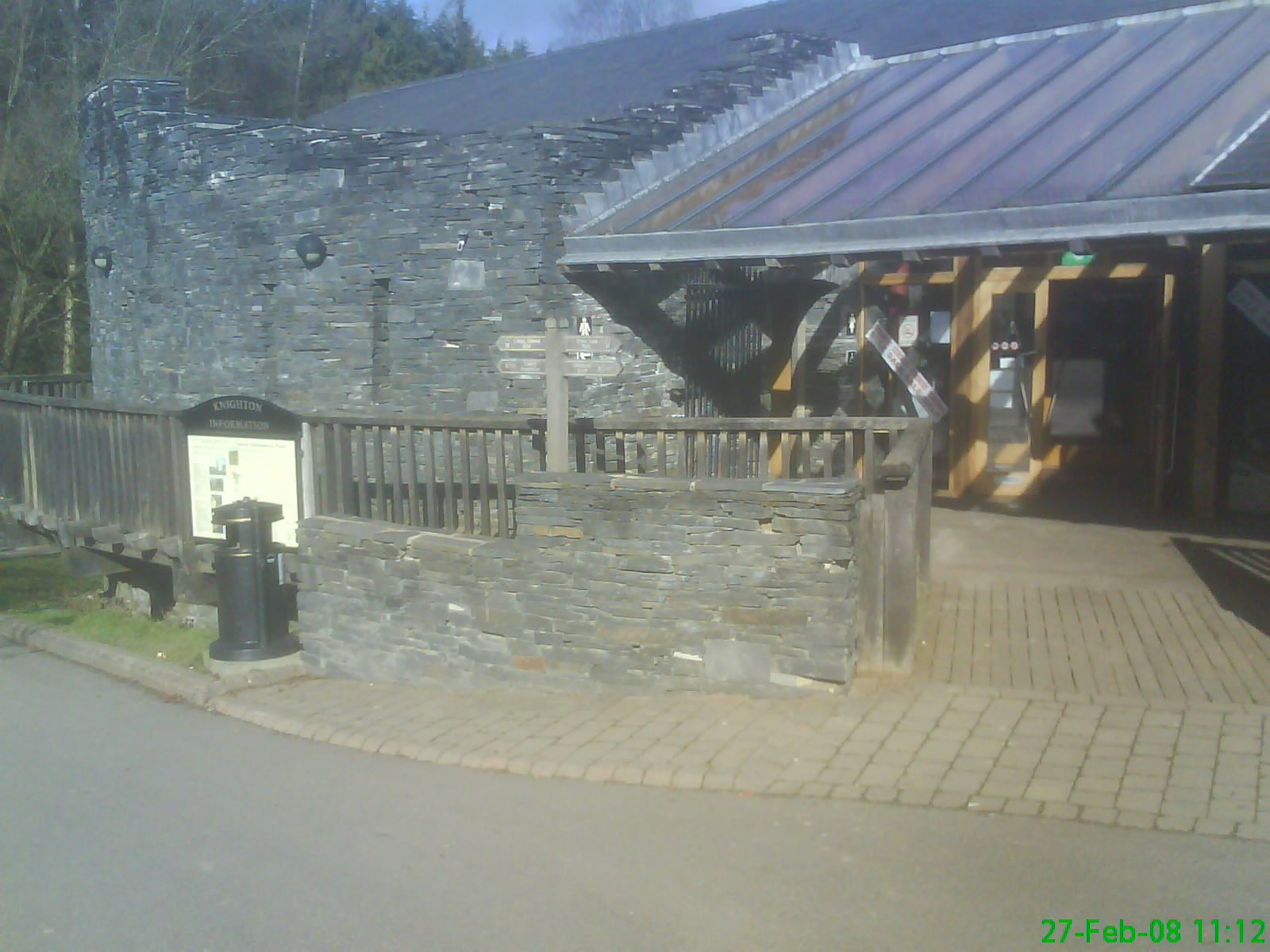
Centre per a visitants a Knighton, Powys

L'agost del 2013, un pagès de la zona va destruir-ne una secció de 45 metres, situada entre Chirk i Llangollen. Aquesta acció va quedar sense càstig, ja que va al·legar no saber que allò era el mur d'Offa.
Hi ha un centre d'informació per a visitants a la vila de Knighton, a la frontera entre Shropshire i Gal·les, a dos minuts del mur caminant.
La sendera del mur d'Offa (en anglès Offa's Dyke Path, en gal·lès Llwybr Clawdd Offa) és un camí que segueix la frontera entre Anglaterra i Gal·les. Encara que algunes seccions són a prop del mur, el camí és més llarg i en alguns llocs se n'allunya. Es va inaugurar el 1971, fa 283 km des de l'estuari del Severn, a Sedbury, fins a Prestatyn, a la costa nord de Gal·les. Hi ha un centre d'informació a Prestatyn.